# Nezumia evides
Nezumia evides es una especie de pez de la familia Macrouridae en el orden de los Gadiformes.

## Hábitat
Es un pez de aguas profundas que vive hasta 476 m de profundidad.

## Distribución geográfica
Se encuentra en el Pacífico occidental central.